# ديفيد بيلاسكو
ديفيد بيلاسكو (بالإنجليزية: David Belasco)‏ هو كاتب مسرحي وكاتب سيناريو وكاتب ومخرج أمريكي، ولد في 25 يوليو 1853 في سان فرانسيسكو في الولايات المتحدة، وتوفي في 14 مايو 1931 في نيويورك في الولايات المتحدة.

## وصلات خارجية
- ديفيد بيلاسكو على موقع IMDb (الإنجليزية)
- ديفيد بيلاسكو على موقع الموسوعة البريطانية (الإنجليزية)
- ديفيد بيلاسكو على موقع ميوزك برينز (الإنجليزية)
- ديفيد بيلاسكو على موقع أول موفي (الإنجليزية)
- ديفيد بيلاسكو على موقع قاعدة بيانات برودواي على الإنترنت (الإنجليزية)
- ديفيد بيلاسكو على موقع قاعدة بيانات الأفلام السويدية (السويدية)
- ديفيد بيلاسكو على موقع إن إن دي بي (الإنجليزية)
- ديفيد بيلاسكو على موقع ديسكوغز (الإنجليزية)
- ديفيد بيلاسكو على موقع قاعدة بيانات الفيلم (الإنجليزية)